# 小泉内閣メールマガジン
小泉内閣メールマガジン（こいずみないかくメールマガジン）は、小泉純一郎が内閣総理大臣を務めていた期間に内閣官房内閣広報室から発行されていたメールマガジンである。

## 概要
2001年5月7日に行われた所信表明演説において、小泉内閣総理大臣が「積極的な国民との対話」の一環としてメールマガジンを発行すると表明し、その約1ヵ月後の6月14日に創刊号が発行され、以降毎週木曜日に発行されていた。PC向け以外に携帯電話向けにも発行されていた。
メールマガジン発行のアイディアは、竹中平蔵のゼミ生だった井庭崇（後に慶應義塾大学総合政策学部教授）による。
初代編集長は当時内閣官房副長官だった安倍晋三。小泉は創刊号から最終号まで総編集長を務めた。
創刊号は78万部を発行し、最盛期には225万人以上の読者を抱えていた。
小泉の総理退任に伴い2006年9月21日に発行された第250号が最終号となった。配信総数は4億5000万通、読者から寄せられた意見・感想は49万件に達した。

## 内容
メールマガジンのサブタイトルは大きく、小泉首相の近況を伝える「らいおんはーと」、小泉以外の国務大臣が執筆する「大臣のほんねとーく」、その他に分けられる。
最終号ではそれまでの購読の感謝の気持ちとして小泉本人が作った短歌「ありがとう 支えてくれて ありがとう 激励 協力 只々感謝」が掲載された。